# Friendship (Surinam)
Friendship – miejscowość w Surinamie, w dystrykcie Coronie, położona nad Oceanem Atlantyckim, w sąsiedztwie miasta Totness.
Miejscowość została założona w XVIII lub XIX wieku przez szkockich plantatorów. Nazwa Friendship oznacza w języku angielskim „przyjaźń”.